# Ehrennadel der VdgB
Die Ehrennadel der VdgB war eine nichtstaatliche Auszeichnung  der Vereinigung der gegenseitigen Bauernhilfe (VdgB) in der Deutschen Demokratischen Republik.
Die Verleihung erfolgte für besondere Verdienste in der Bauernhilfe und hat die Form eines Rechtecks mit abgerundeten Ecken. Frühe Ehrennadeln haben das Abzeichen der VdgB in der Mitte. Spätere Ehrennadeln zeigen mittig eine senkrecht dargestellte DDR-Flagge mit Staatswappen. Umschlossen wird diese Flagge von zwei unten gekreuzten goldenen Lorbeerzweigen, die durch das Symbol der VdgB zusammengehalten werden. Diese Lorbeerzweige gehen nach der Hälfte der Höhe des Abzeichens in ein grünes Spruchband über, auf dem in goldenen Buchstaben FÜR BESONDERE VERDIENSTE zu lesen ist. Die Rückseite des Abzeichens ist glatt mit verlöteter Nadel mit Gegenhaken.